# 5034 Joeharrington
5034 Joeharrington (1991 PW10) là một tiểu hành tinh vành đai chính được phát hiện ngày 7 tháng 8 năm 1991 bởi H. E. Holt ở Palomar.